# Mob Rules (gruppo musicale)
I Mob Rules sono una heavy metal band tedesca nata nel 1994 e tuttora in attività.

## Storia del gruppo

### Gli esordi (1994–2000)
I Mob Rules vengono fondati nel 1994 dal chitarrista Matthias Mineur (Van Blanc) e dal bassista Thorsten Plorin, immediatamente coadiuvati dal cantante Klaus Dirks e dal batterista Arved Mannott; il quartetto inizia ad esibirsi a livello locale in apertura a gruppi come Pink Cream 69, C.I.T.A. e Crossroads.
Durante la primavera del 1996 alla band si aggiunge come secondo chitarrista Oliver Fuhlhage e la band inizia a lavorare sul disco di debutto autofinanziandosi.
Nel marzo 1999 vede così la luce Savage Land, distribuito da Limb Music Productions; l'accoglienza in Europa è incoraggiante e la band parte per una mini tournée da co-headliner in patria con gli Ivory Tower.
Successivamente i Mob Rules saranno supporter per Overkill e Scorpions, riuscendo perfino ad esibirsi al Wacken Open Air Festival nel 2000.

### Il contratto con SPV Records e il primo disco live (2000–2006)
Il 12 dicembre del 2000 la band firma un contratto con la SPV e pubblica il secondo album Temple of Two Suns, che vede avvicendarsi in qualità di partecipanti alcuni membri di Heaven's Gate e Hyperchild, e il produttore/chitarrista Sascha Paeth, dopodiché parte per un tour europeo con i The Company of Snakes.
In questo disco appare per la prima volta come special guest il tastierista Sascha Onnen che dal successivo album diventerà ufficialmente il sesto membro della band; in questo stesso periodo nasce la collaborazione tra la band e il produttore Markus Teske (Vanden Plas, Firewind), che si occuperà sempre di tutti i dischi della band nelle vesti di tecnico del suono e, talvolta, di produttore.
Nel luglio 2002 la band riparte in tour come supporter per i Savatage, e termina con un'altra apparizione al Wacken Open Air.
Nel settembre 2002 i Mob Rules danno alle stampe il terzo disco Hollowed Be Thy Name, tra gli ospiti figurano: Peter Wagner (Rage) sul brano How the Gypsy Was Born e l'ex chitarrista degli Helloween Roland Grapow in All Above the Atmosphere e Way of the World.
Among the Gods, il quarto disco, viene pubblicato nel maggio 2004, e in ottobre il chitarrista Oliver Fuhlhage viene stato sostituito da Sven Lüdke dei Murder One: con questa formazione i Mob Rules partono per l'imminente tour europeo.
Nel 2005 la band pubblica Signs of the Time, il primo album dal vivo (in versione sia audio che video), tratto da un concerto tenutosi il 18 giugno 2004 a Wilhelmshaven, in Germania.
Nella primavera del 2006 anche il bassista Thorsten Plorin abbandona la band venendo rimpiazzato da Markus Brinkmann e nell'ottobre dello stesso anno viene pubblicato il quinto disco Ethnolution A.D., l'ultimo per l'etichetta SPV Records.

### Cambio di Label e nuove influenze (2007–2014)
Nel 2009 il batterista Arved Mannott lascia la band, e viene sostituito da Nikolas Fritz.
Nello stesso anno esce il sesto disco Radical Peace, il primo con l'etichetta AFM Records; da questo disco in poi si faranno più forti le influenze sinfoniche nelle composizioni della band, va segnalata la qui presente suite "The Oswald File", della durata 16 minuti e divisa in 6 capitoli.
Nel dicembre 2010 la band annuncia l'amichevole separazione dal tastierista Sascha Onnen, che viene sostituito da Jan Christian Halfbrodt.
Il 19 ottobre 2012 i Mob Rules pubblicano il loro settimo disco Cannibal Nation; il titolo è ispirato da Jean-Bedel Bokassa, ex-dittatore della Repubblica Centrafricana.

### Il primo Best Of e il ritorno alla SPV (2014–presente)
Nel 2014 La SPV pubblica un best of dei Mob Rules, contenente materiale tratto dai primi 5 album e sancisce il ritorno della band sotto l'etichetta con un prodotto che non è soltanto celebrativo.
La raccolta contiene infatti anche del materiale inedito, delle cover, un DVD live inedito e brani sui quali si alternano celebri ospiti del settore come: U.D.O., Marco Wriedt e Bernhard Weiß (Axxis), Peter Knorn (Victory), Michael Ehré (Gamma Ray), Chity Somapala (ex-Firewind, Civilization One) e Peter Wagner (Rage).
Il 18 marzo 2016 viene pubblicato Tales From Beyond, ottavo disco del gruppo.
Il 24 agosto 2018 i Mob Rules danno alle stampe Beast Reborn, il loro nono album in studio; l'anno successivo la band celebra il relativo tour con il secondo disco live della carriera: Beast Over Europe.

## Genere
I Mob Rules esordiscono come una band Power metal melodica; tuttavia con il passare degli anni e disco dopo disco, il suono della band si è fatto più sinfonico e ha evidenziato delle venature tendenti all'AOR, pur mantenendo da sempre la radice hard'n'heavy e gli innesti folk con cui è nato.

## Formazione

### Formazione attuale
- Klaus Dirks - voce
- Florian Dyszbasis - chitarra
- Sven Lüdke - chitarra
- Markus Brinkmann - basso
- Jan Christian Halfbrodt - tastiera
- Nikolas Fritz - batteria

### Ex componenti
- Matthias Mineur - chitarra
- Oliver Fuhlhage - chitarra
- Thorsten Plorin - basso
- Arved Mannott - batteria
- Sascha Onnen - tastiera

## Discografia

### Album in studio
- 1999 - Savage Land
- 2000 - Temple of Two Suns
- 2002 - Hollowed Be Thy Name
- 2004 - Among the Gods
- 2006 - Ethnolution A.D.
- 2009 - Radical Peace
- 2012 - Cannibal Nation
- 2016 - Tales from Beyond
- 2018 - Beast Reborn

### Album dal vivo
- 2005 - Signs of the Time
- 2019 - Beast Over Europe

### Raccolte
- 2014 - Timekeeper

## Videografia
- 2005 - Signs of the Time
- 2014 - Timekeeper